# Leif Skov (fodboldspiller)
 For alternative betydninger, se Leif Skov. (Se også artikler, som begynder med Leif Skov)
Leif Skov (født 16. januar 1940, død 17. februar 2025) var en tidligere dansk fodboldspiller, som spillede for Frederikshavn fI, B 1901 og AaB. Han var anfører for det AaB-hold, der vandt Landspokalturneringen i 1966. Efter finalen blev han kåret som finalens pokalfighter. Leif Skov arbejdede som flymekaniker på Aalborg Flyvestation under sit ophold i AaB.